# Frederick Denman
Frederick Lockwood Denman (* 23. März 1929 in Tacoma; † 20. April 2022) war ein US-amerikanischer Moderner Fünfkämpfer.

## Werdegang
Frederick Denman besuchte nach seinem Abschluss an der Everett High School die United States Military Academy. Später promovierte Denman an der University of California in Berkeley in Betriebswirtschaftslehre und war danach an der University of Washington als Professor für Marketingforschung tätig.
Als Moderner Fünfkämpfer nahm Denman an den Olympischen Sommerspielen 1952 teil. Im Einzelwettkampf wurde er Sechster und im Mannschaftswettkampf belegte er mit dem US-Team den vierten Platz.